# Vanlay
Vanlay é uma comuna francesa na região administrativa de Grande Leste, no departamento de Aube. Estende-se por uma área de 25,91 km². Em 2010 a comuna tinha 302 habitantes (densidade: 11,7 hab./km²).